# Kirche am Hohenzollernplatz

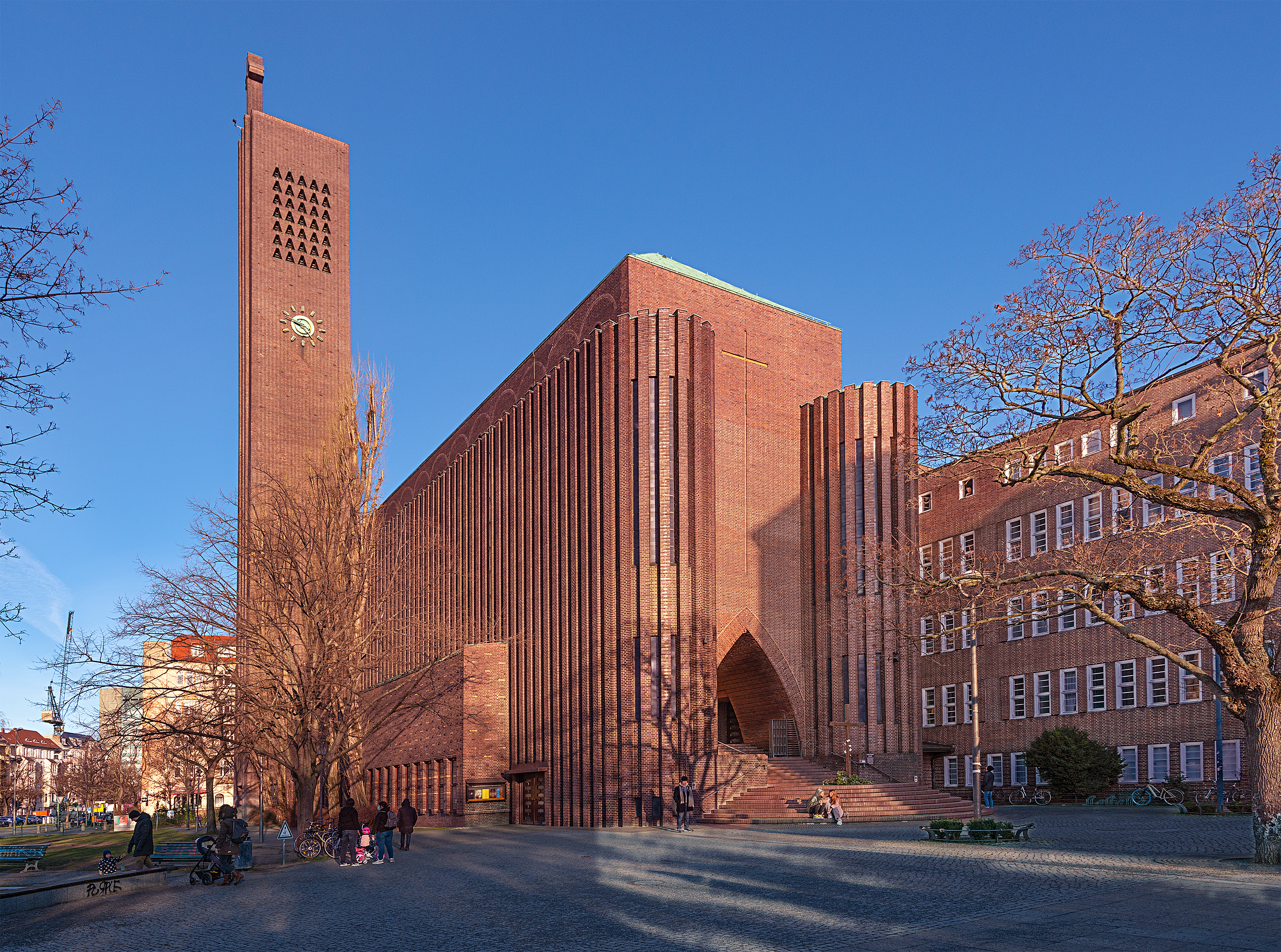
Kirche am Hohenzollernplatz

Die Kirche am Hohenzollernplatz ist eine evangelische Kirche im Berliner Ortsteil Wilmersdorf. Sie wurde von 1930 bis 1934 nach Entwürfen Ossip Klarweins aus dem Architekturbüro Fritz Högers erbaut und gilt als Hauptwerk deutscher expressionistischer Architektur. Durch die Kriegszerstörungen im Jahr 1943 brannte die Kirche aus. Dabei gingen wesentliche Elemente des Innenraums verloren. Bis 1961 wurde die Kirche weitestgehend instand gesetzt. Bei der umfangreichen Sanierung von 1990 bis 1991 wurden die letzten Kriegsschäden beseitigt. Die Kirche steht unter Denkmalschutz.

## Geschichte

### Planungen zu einem Kirchengebäude
In der Kirchengemeinde Berlin–Wilmersdorf waren bis 1933 zwei Kirchen vorhanden: die Kirche an der Wilhelmsaue und die Kirche am Hochmeisterplatz. Bei der Einweihung der Auenkirche 1897 hatte das damalige Deutsch-Wilmersdorf, das erst 1906 die Stadtrechte bekam, bereits über 10.000 Einwohner. 1904 wurde die Grunewaldkirche eingeweiht, 1910 die Hochmeisterkirche.
Im Jahr 1920 wurde Wilmersdorf nach Groß-Berlin eingemeindet, Schmargendorf, Grunewald und Halensee waren nun Ortsteile des Bezirks Wilmersdorf. Aufgrund des starken Bevölkerungswachstums im ausgedehnten Nordteil von Wilmersdorf, in dem rund 50.000 Gemeindeglieder lebten, beschlossen die Gemeindekörperschaften der damals noch ungeteilten Kirchengemeinde Berlin-Wilmersdorf, auf dem 1927 gekauften Grundstück am Hohenzollernplatz eine Kirche sowie ein Gemeinde- und Pfarrhaus für den Nordbezirk der Gemeinde zu errichten. Der Architekt und Kirchenbaumeister Otto Bartning fertigte zunächst zwei Vorentwürfe an. Nach dem anschließenden Architektenwettbewerb konnte das Preiskollegium keinen der eingereichten Entwürfe empfehlen.

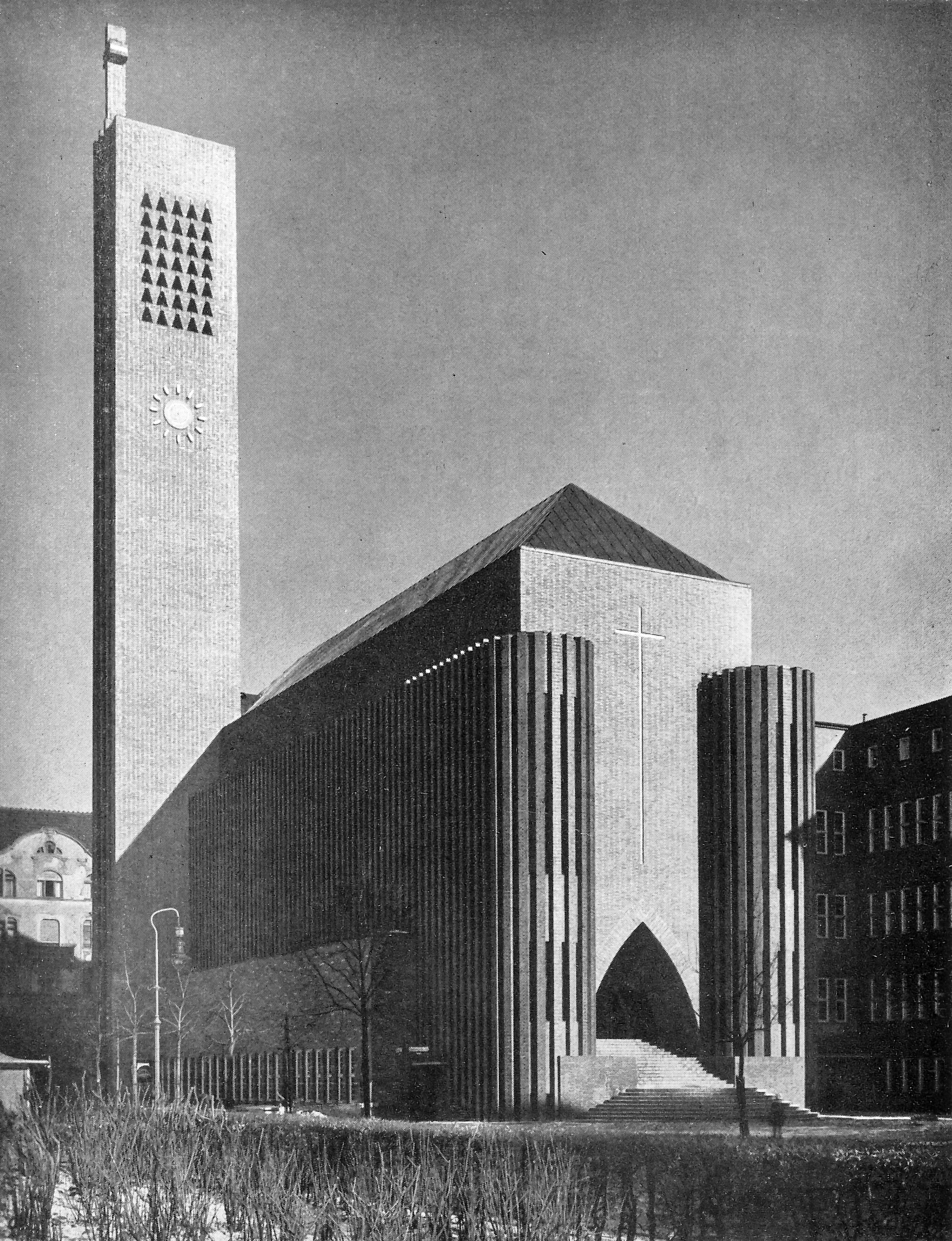
Historische Aufnahme von Carl Dransfeld

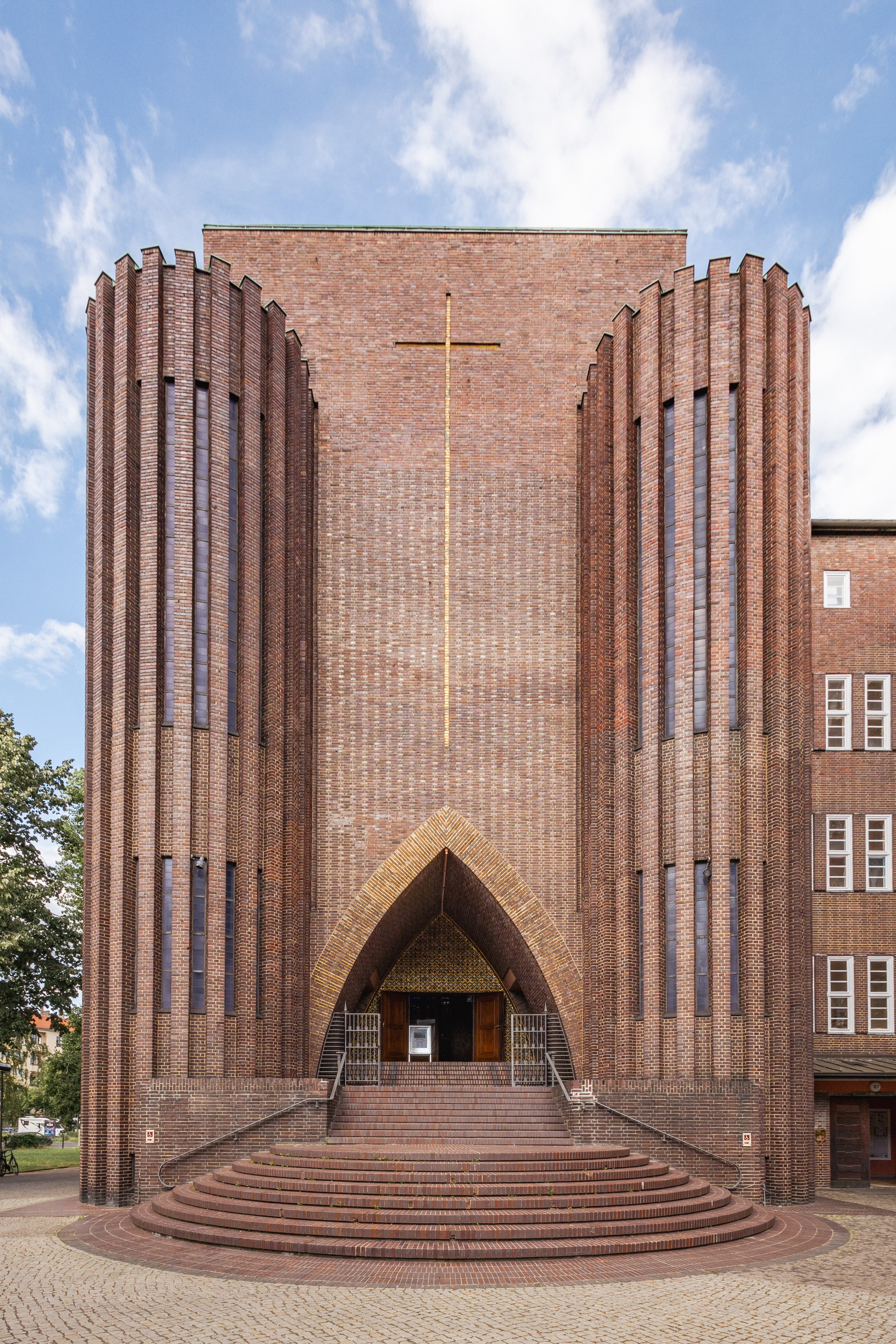
Portal der Kirche am Hohenzollernplatz

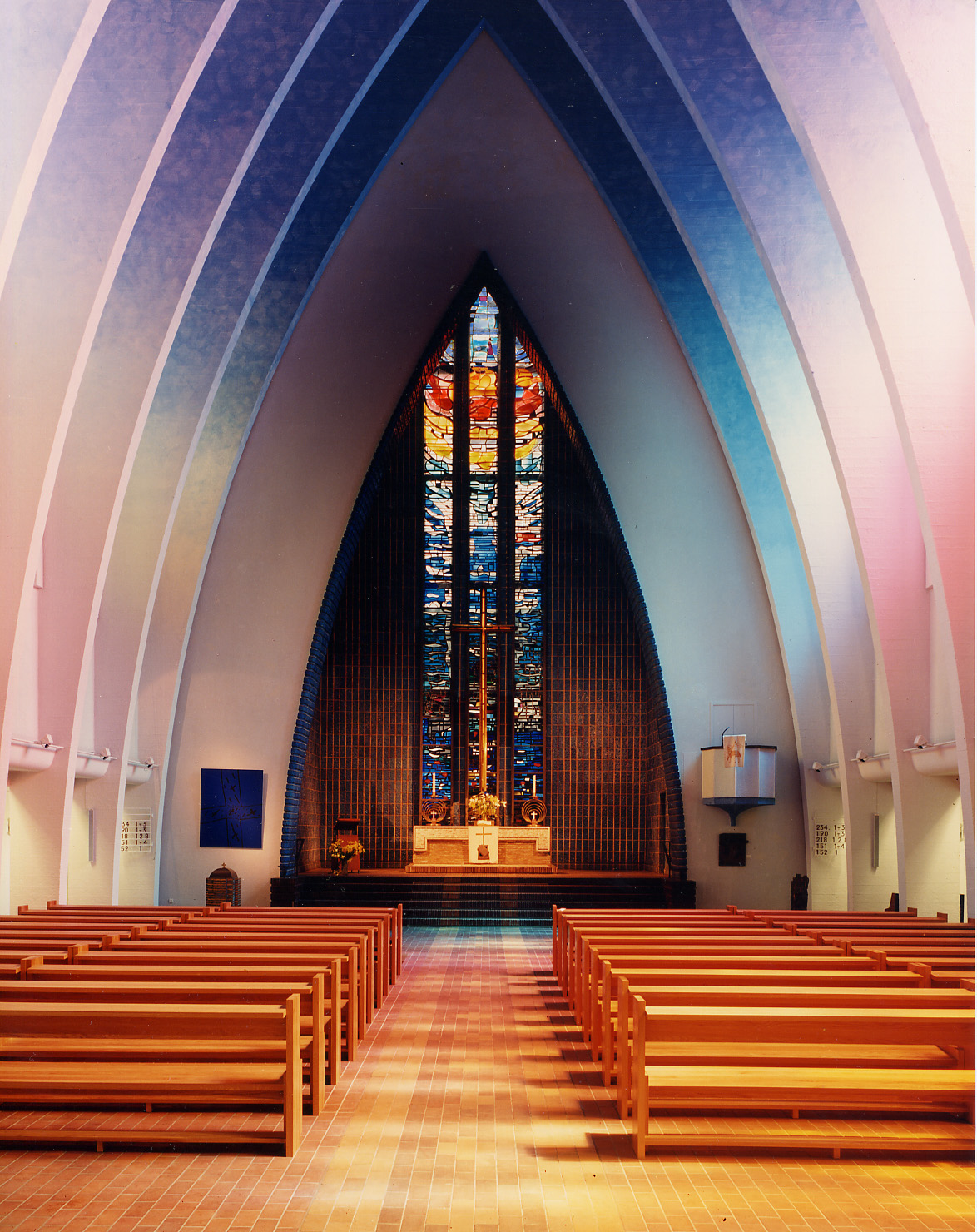
Innenraum

Die Kirchengemeinde vergab dann den Auftrag am 26. Juni 1928, vermittelt durch den Schmargendorfer Maler Ernst Christian Pfannschmidt und seinen Sohn Ernst-Erik, an Fritz Höger, in dessen Hamburger Büro Ernst-Erik als Architekt arbeitete. Dieser schreibt dazu: „In der Technischen Hochschule hielt damals Höger einen seiner vielen Vorträge mit der ihm ‚angeborenen grossen Rhetorik und Überzeugungskraft‘. Es gelang mir [Ernst-Erik Pfannschmidt], über meinen Vater [Ernst Christian Pfannschmidt], die Gemeinde zu bewegen, sich von Höger auch einen, wahrscheinlich ehrenamtlichen, Entwurf machen zu lassen.“
Die Vergabe des Auftrags an den nicht am Wettbewerb beteiligten Architekten Höger löste in Fachzeitschriften heftige Diskussionen aus, weil der Entwurf angeblich nicht dem allgemeinen Geschmack der Kirchenbesucher entspräche. Höger hatte mit einem Plan Klarweins überzeugt, den Höger vertragsgemäß unter seinem Namen eingereicht hatte. Klarwein, der seit 1921 bei Höger arbeitete, war sein Hauptentwurfsarchitekt, durfte seine Arbeiten aber nur unter Högers Namen herausgeben.

„Kurz vor Baubeginn kam Klarwein nach Berlin und zog nach Halensee in die Joachim-Friedrich-Straße 47, rund 150 Meter von der Kirche entfernt. Seine damalige Anwesenheit in Berlin läßt bereits vermuten, daß er diesen Bau auch betreut hatte.“

### Fertigstellung 1933 und Nutzung bis 1945
Am 30. September 1930 fand die Grundsteinlegung und am 19. März 1933 die Einweihung der Kirche statt. Der damalige Superintendent Diestel nahm die Kirchweihe vor und bezeichnete den Baukomplex als „Kunstwerk für alle Zeiten“.
Im Jahr 1934 emigrierte Klarwein mit Frau und Sohn Mati ins britische Mandatsgebiet Palästina, da sie als Juden in Deutschland keine Zukunft mehr hatten.
Die kirchliche Arbeit vereinte in den neuen Gebäuden nun Jugendverbände, eine Frauenhilfe sowie eine Schwesternstation. Im Zuge der im Zweiten Weltkrieg beginnenden Luftangriffe der Alliierten auf Berlin wurde das Kirchenensemble am 22. November 1943 von einer Sprengbombe und weiteren Brandbomben getroffen und brannte fast vollständig aus. Auch die große Orgel von P. Furtwängler & Hammer wurde zerstört. Alles Hölzerne, vor allem die Bestuhlung, verbrannte.
Die Gottesdienste fanden danach in der Kirche in der Nassauischen Straße statt, später in einem Zimmer des Gemeindehauses. Die größeren noch unversehrten Räume wurden vom Oberkommando der Kriegsmarine als Notlazarett benutzt. Beim Einmarsch der Roten Armee nach Berlin-Wilmersdorf (am 30. April 1945) lagen hier zahlreiche deutsche verwundete Soldaten, die dann als Kriegsgefangene abtransportiert wurden.

### Neubeginn ab 1946
Das Gemeindegebiet Wilmersdorf Nord wurde 1946 als Kirchengemeinde am Hohenzollernplatz selbstständig; zu dem Einzugsbereich gehörten damals rund 13.000 Menschen. Nach Kriegsende erhielt die Kirche zunächst ein provisorisches Dach, der Gemeindesaal im Untergeschoss wurde wieder nutzbar gemacht. Die letzten Kriegstrümmer verschwanden 1953, zwei Jahre später wurde die Kirche Am Hohenzollernplatz wieder eingeweiht. 1956 wurde auch der Amtstrakt mit Wohnungen in der Nassauischen Straße neu errichtet. Sie erhielt schrittweise eine neue Ausstattung.
Heute ist die Evangelische Kirchengemeinde am Hohenzollernplatz eine von 19 Gemeinden im Kirchenkreis Charlottenburg-Wilmersdorf, der zum Sprengel Berlin der Evangelischen Kirche Berlin-Brandenburg-schlesische Oberlausitz gehört.
Seit 1987 finden in den Kirchenräumen regelmäßig Kunstausstellungen statt, meistens mehrere im Jahr.
Seit dem 1. November 2008 findet jeden Samstag um 12 Uhr der ökumenische NoonSong statt. Nach dem Vorbild des anglikanischen „Evensongs“ erklingt eine gesungene Tagzeiten-Liturgie, gestaltet vom professionellen Vokalensemble sirventes berlin unter der Leitung von Stefan Schuck. Über 100 Besucher nutzen dieses niederschwellige liturgische Angebot wöchentlich.

## Gebäude
Das verwinkelte, verhältnismäßig kleine Grundstück (2447 m2) war nicht einfach zu bebauen. Es sollten Kirche, Gemeindesaal, Gemeindehaus mit Konfirmanden- und Vereinsräumen, Schwesternstation, Jugendheim und sechs Wohnungen für Geistliche und Kirchenangestellte entstehen. Die Kirche fügt sich in die Randbebauung des Hohenzollernplatzes ein, Gemeindehaus und Pfarrhaus wurden als ein Querriegel in der Nassauischen Straße errichtet. Um alle räumlichen Anforderungen zu erfüllen, wurde der Gemeindesaal einige Meter tief in das Erdreich unter die Kirche verlegt. Die Grundfläche des Hauptraumes der Kirche ist 40 Meter lang und 14 Meter breit. Die Höhe beträgt 20 Meter. Die zehn Meter breite Vorhalle ist 18 Meter hoch. Der Innenraum des Betonskelettbaus ist mit dreizehn spitzbögigen Stahlbetonbindern ausgestattet.
Der 66 Meter hohe Turm (einschließlich Kreuz), der von unten nach oben leicht konisch verläuft, steht in den Sichtachsen von Fasanen- und Nikolsburger Straße, vom Hohenzollerndamm und der Düsseldorfer Straße sowie der Nassauischen Straße. Im Turm hingen bis 2003 vier Gussstahl-Glocken, die im Jahr 1959 vom Bochumer Verein gegossen worden waren.
| Glocke | Gewicht | Durchmesser | Höhe   | Schlagton | Inschrift                                    |
| ------ | ------- | ----------- | ------ | --------- | -------------------------------------------- |
| 1      | 5228 kg | 205 cm      | 172 cm | cis′      | + HÖRET + ES + WIRD + EURE + SEELE + LEBEN + |
| 2      | 2895 kg | 172 cm      | 147 cm | e′        | + GOTT + IST + UNSERE + ZUVERSICHT +         |
| 3      | 1964 kg | 153 cm      | 133 cm | fis′      | + FRIEDE + SEI + MIT + EUCH +                |
| 4      | 1144 kg | 127 cm      | 112 cm | a′        | DANKET DEM HERRN                             |

Nachdem die Stahlglocken völlig verrostet waren und sich Risse zeigten und nachdem auch Glockenstuhl und Glockenstube saniert werden mussten, entschloss sich die Gemeinde, ein neues Bronzegeläut anzuschaffen, das mit den Nachbargemeinden abgestimmt wurde. Aus Kostengründen ist es höher gestimmt als das alte Geläut – es wurden statt der eigentlich benötigten elf nur sechs Tonnen Glockenbronze von der Kunst- und Glockengießerei Lauchhammer vergossen. Das Geläut erklingt in der Tonfolge b° – des′ – ges′ – as′. Die Umschriften lauten: Ehre sei Gott in der Höhe (Lukas 2,14 ); Höret, so wird eure Seele leben (Jesaja 55,3 ); Friede sei mit euch (Lukas 24,36 ); Danket dem Herrn (Psalm 105,1 ).
Die umliegenden viergeschossigen Wohnhäuser sind nach Berliner Traufhöhe 22 Meter hoch. Das spitzbogige Portal, das über eine Freitreppe erreicht wird, kündigt den gotischen (aufstrebenden) Geist des Innenraums an.

## Ausstattung
Neben dem Altar – einem lang gestreckten Steintisch mit dicker Mosaikdecke – sind die bunten, modern gestalteten Kirchenfenster von Achim Freyer, die den gesamten Kirchenraum in farbigem Licht strahlen lassen, sowie die neue Orgel besonders hervorzuheben.
Das dreigeteilte aufstrebende Altarfenster wurde nach Entwürfen des Künstlers Sigmund Hahn 1962 gestaltet. Es trägt den Titel Vor dich treten und Dir danken, bevor die Sonne aufgeht.

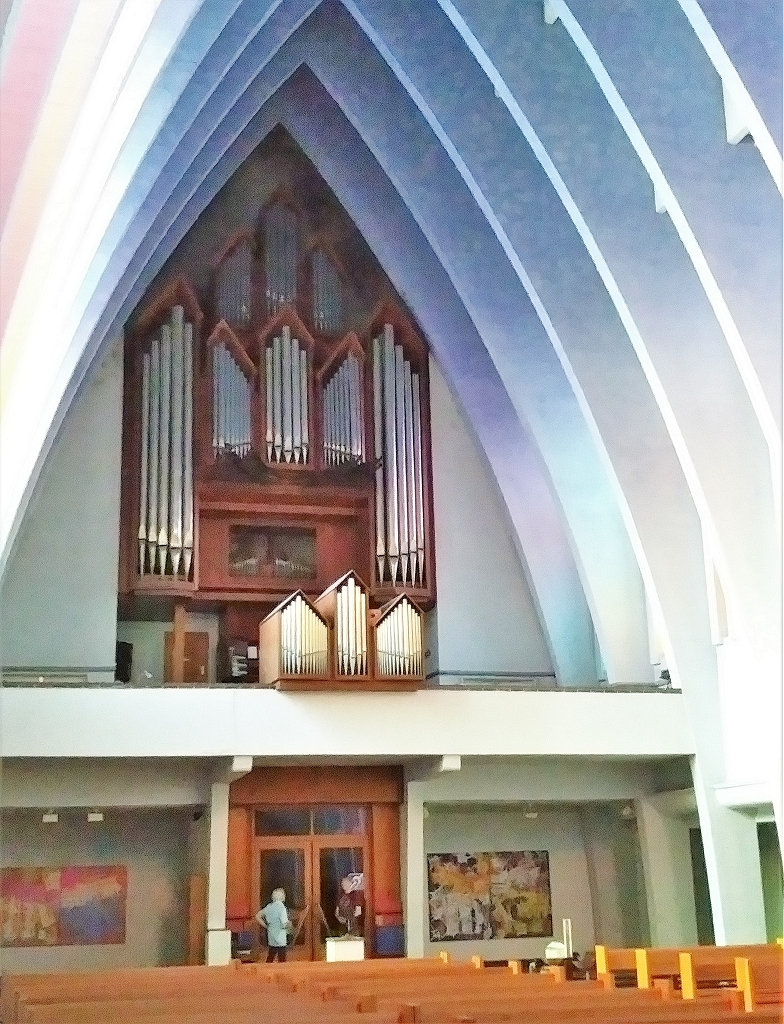
Orgelempore

## Orgeln

### Hauptorgel
Die Orgel auf der Empore im rückwärtigen Teil der Kirche wurde in den Jahren 1964–1966 und 1975 von der Orgelbaufirma Kemper und Sohn (Lübeck) in zwei Bauabschnitten errichtet. Das Instrument hatte 61 Register (5230 Pfeifen) auf vier Manualen und Pedal. Bei der Sanierung der Kirche 1990/1991 wurde die Orgel umfassend restauriert und neu intoniert.
| I Schwell-Rückpositiv C–a3 |        |
| Gedackt                    | 08′    |
| Quintade                   | 08′    |
| Rohrflöte                  | 04′    |
| Nasat                      | 2 ⁄3′  |
| Prinzipal                  | 02′    |
| Terz                       | 1 3⁄5′ |
| Quinte                     | 1 ⁄3′  |
| Scharff V                  |        |
| Zimbel II                  |        |
| Rankett                    | 16′    |
| Krummhorn                  | 08′    |
| Clairon                    | 04′    |
| Tremulant                  |        |

| II Hauptwerk C–a3 |        |
| Pommer            | 16′    |
| Prinzipal         | 08′    |
| Holzflöte         | 08′    |
| Spitzgambe        | 08′    |
| Quinte            | 5 1⁄3′ |
| Oktave            | 04′    |
| Gedackt           | 04′    |
| Quinte            | 2 ⁄3′  |
| Oktave            | 02′    |
| Oktave            | 01′    |
| Kornett V         |        |
| Mixtur V          |        |
| Scharff IV–V      |        |
| Span. Trompete    | 16′    |
| Span. Trompete    | 08′    |

| III Schwell-Oberwerk C–a3 |       |
| Dulzgedackt               | 16′   |
| Weitprinzipal             | 08′   |
| Rohrflöte                 | 08′   |
| Violflöte                 | 08′   |
| Schwebung                 | 08′   |
| Oktave                    | 04′   |
| Nachthorn                 | 04′   |
| Waldflöte                 | 02′   |
| Salizet                   | 02′   |
| Oktävlein                 | 01′   |
| Terz                      | 02⁄3′ |
| Sesquialtera II           |       |
| Mixtur IV                 |       |
| Fagott                    | 16′   |
| Oboe                      | 08′   |
| Tremulant                 |       |

| IV Brustwerk C–a3 |       |
| Singend Gedackt   | 08′   |
| Lochflöte         | 04′   |
| Blockflöte        | 02′   |
| Oktävlein         | 01⁄2′ |
| Zwergzimbel III   |       |
| Vox humana        | 08′   |
| Tremulant         |       |

| Pedalwerk C–f1  |         |
| Prinzipal       | 16′     |
| Subbass         | 16′     |
| Quintbass       | 10 2⁄3′ |
| Oktavbass       | 08′     |
| Gedecktbass     | 08′     |
| Pommer          | 04′     |
| Oktave          | 02′     |
| Rauschpfeife IV |         |
| Mixtur IV       |         |
| Liebl. Posaune  | 32′     |
| Bombarde        | 16′     |
| Trompete        | 08′     |
| Clairon         | 04′     |

- Koppeln I/II, III/I, III/II, IV/I, IV/II, IV/III, I/P, II/P, III/P, IV/P

### Chororgel

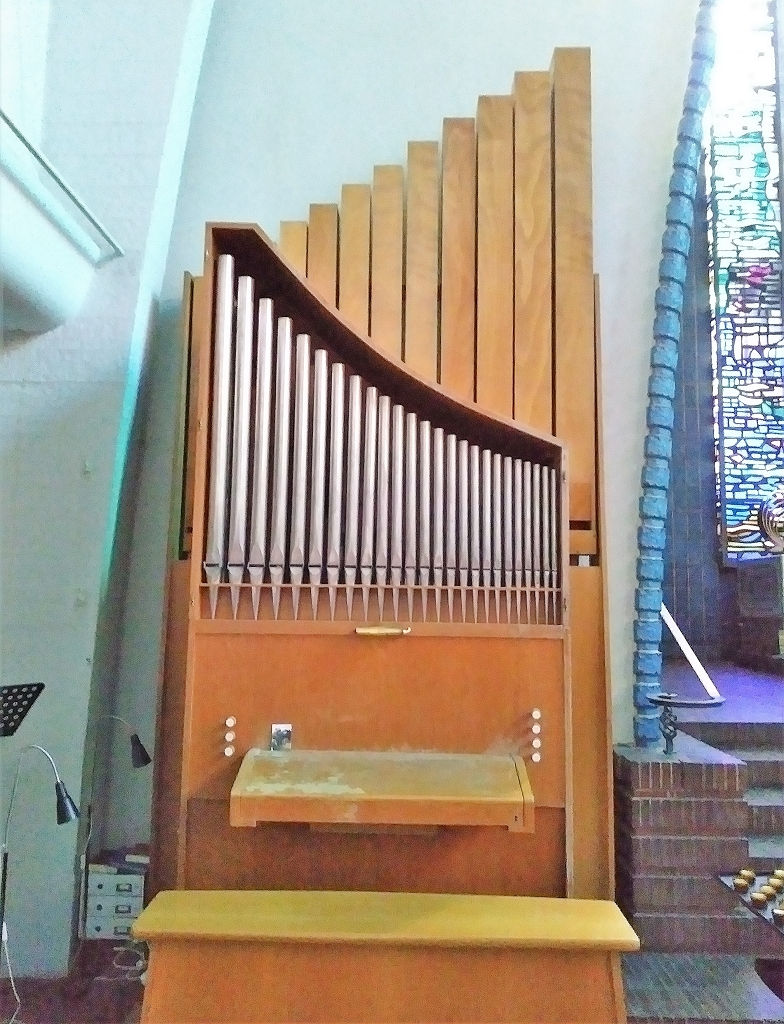
Chororgel

Seit März 1993 steht am Chorbogen ein Orgelpositiv der Fa. Walcker von 1967, das von einer anderen Gemeinde übernommen, umgebaut und neu intoniert wurde. Sie hat folgende Disposition:
| Manual C–g3 |    |
| Gedackt     | 8′ |
| Principal   | 4′ |
| Rohrflöte   | 4′ |
| Oktav       | 2′ |
| Terzian II  |    |
| Scharff III |    |

| Pedal C–f1 |     |
| Subbass    | 16′ |

- Koppeln Man/Ped